# 埔心鄉
埔心鄉位於臺灣彰化縣中部，北臨大村鄉，西鄰溪湖鎮，東鄰員林市，南接永靖鄉；全鄉地勢平坦，屬彰化平原的一部份，人口約3.3萬人。近年隨著員林都市範圍擴張，埔心鄉也逐漸成為員林市的衛星城市。

## 歷史沿革
埔心鄉舊稱「大埔心」（小埔心則在今埤頭鄉合興村），是因早期移民入墾當地時主要為荒蕪之地，而埔地中心適於居住。1920年，取其臺灣話諧音改名「坡心」。1945年，再正名為「埔心」。

### 明鄭時期
- 1661年，隸屬於一府二縣之東都承天府天興縣。
- 1664年，天興縣改為天興州[1]。

### 清領時期
- 清康熙二十三年（1684年）改隸福建省台灣府諸羅縣。
- 雍正元年（1723年）由諸羅縣劃出虎尾溪以北、大甲溪以南之地，設彰化縣治，取「彰聖天子丕昌海隅之化」前後兩字，而命名為彰化。彰化縣轄十六堡，現在的埔心鄉原屬武西堡，以「大埔心」為最大村莊。
- 光緒十三年（1887年）台灣建省，彰化縣轄區縮小為濁水溪以北、大肚溪以南之地。光緒末期，彰化縣境置十三堡區，本鄉全名為「台灣省彰化縣武西堡坡心區」[1]。

### 日治時期
- 日治五十一年間（1895年至1945年），台灣地區行政建制有9次變革，本鄉前後隸屬於台灣縣、台灣民政支部彰化出張所、台中縣鹿港支廳、台中縣、彰化廳、台中廳及台中州等機構[1]。
- 明治三十年（1897年）劃歸台中縣員林辦務署，旋於明治三十二年改隸北斗辦務署，明治三十四年改制為彰化廳坡心區，明治四十二年改為台中廳武西堡坡心區。

### 戰後時期
二戰後1946年，行政區劃改為縣市、區、鄉鎮，坡心庄改制為「坡心鄉」，隸屬臺中縣員林區；2月，坡心鄉改名為「埔心鄉」。1950年實施縣市地方自治，埔心鄉改隸彰化縣。

## 地理

### 地形
本鄉地勢屬平坦平原，為一內陸鄉。

### 水文
鄉內有鹿港溪由本鄉東南方起向北至西北方流入埔鹽鄉；八堡一圳與二圳密佈全鄉，與員大排水溝概呈平行狀。

### 氣候
本鄉氣候屬副熱帶季風氣候型，其溫度、濕度、日照，均適合人類生活、生物生存及農作物成長。

### 土壤
本鄉土壤之母質都為濁水溪水帶來之粘板岩老沖積土及新沖積土，除芎蕉至羅厝之間為一小部份的「粘板岩新沖積土」之外，其餘均為「粘板岩老沖積土」。

### 人口
根據彰化縣溪湖戶政事務所及內政部戶政司統計，2024年底埔心鄉戶數約1.2萬戶，人口約3.3萬人，人口密度平方公里約1,605人，是臺灣人口密度第四高的鄉。鄉內人口最多與最少的村分別是東門村與大華村，2024年底兩村人口分別為4,057人與719人。鄉內約有七成以上為潮州人後裔，其中潮州閩南人（潮汕人）與客家人比例各半，然由於長期受到周圍較有強勢的漳泉籍閩南人同化，大多都轉變為不會潮州話或客家話的閩南人或福佬客。

## 政治

### 歷任首長
- 官派

| 屆次 | 姓名   | 黨籍   | 就任時間       | 卸任時間       | 備註 |
| 1    | 張坤成 | 無黨籍 | 1945年11月15日 | 1946年12月31日 | 官派 |

- 代表會產生

| 屆次 | 姓名   | 黨籍   | 就任時間       | 卸任時間       | 備註       |
| 1    | 張坤成 | 無黨籍 | 1947年1月1日   | 1948年12月16日 | 代表會產生 |
| 2    | 江慍木 | 無黨籍 | 1948年12月17日 | 1951年6月30日  | 代表會產生 |

- 民選鄉長

| 屆次 | 姓名   | 黨籍       | 就任時間       | 卸任時間       | 備註               |
| 1    | 黃耀坤 | 無黨籍     | 1951年7月1日   | 1953年6月30日  | 民選首任           |
| 2    | 江慍木 | 無黨籍     | 1953年7月1日   | 1956年6月30日  |                    |
| 3    | 黃獅保 | 無黨籍     | 1956年7月1日   | 1960年1月15日  |                    |
| 4    | 黃獅保 | 中國國民黨 | 1960年1月16日  | 1964年2月28日  |                    |
| 5    | 張尚鏞 | 中國國民黨 | 1964年3月1日   | 1968年2月28日  |                    |
| 6    | 張尚鏞 | 中國國民黨 | 1968年3月1日   | 1973年3月31日  |                    |
| 7    | 凃秋陽 | 中國國民黨 | 1973年4月1日   | 1977年12月29日 |                    |
| 8    | 凃秋陽 | 中國國民黨 | 1977年12月30日 | 1982年2月28日  |                    |
| 9    | 余壽煌 | 中國國民黨 | 1982年3月1日   | 1986年2月28日  |                    |
| 10   | 余壽煌 | 中國國民黨 | 1986年3月1日   | 1990年2月28日  |                    |
| 11   | 張榮昌 | 中國國民黨 | 1990年3月1日   | 1994年2月28日  |                    |
| 12   | 張榮昌 | 中國國民黨 | 1994年3月1日   | 1998年2月28日  |                    |
| 13   | 凃東坡 | 中國國民黨 | 1998年3月1日   | 2002年2月28日  |                    |
| 14   | 凃東坡 | 中國國民黨 | 2002年3月1日   | 2006年2月28日  |                    |
| 15   | 徐平圳 | 無黨籍     | 2006年3月1日   | 2010年2月28日  |                    |
| 16   | 徐平圳 | 無黨籍     | 2010年3月1日   | 2014年12月24日 |                    |
| 17   | 張乘瑜 | 民主進步黨 | 2014年12月25日 | 2018年12月24日 | 首位民進黨籍鄉長   |
| 18   | 張乘瑜 | 民主進步黨 | 2018年12月25日 | 2022年12月24日 |                    |
| 19   | 張佩瑩 | 無黨籍     | 2022年12月25日 | 現任           | 首位無黨籍女性鄉長 |

### 鄉政組織
埔心鄉公所是埔心鄉最高層級的地方行政機關，在中華民國政府架構中為鄉自治的行政機關，同時負責執行縣政府及中央機關委辦事項，埔心鄉的自治監督機關為彰化縣政府。鄉長由全體鄉民直接選舉產生，任期為四年，可連選連任一次。埔心鄉公所並置鄉政會議，為鄉政最高決策機構，在鄉長之下，設有6課3室等9個內部單位及3個附屬機關。
埔心鄉民代表會是埔心鄉的最高民意機關，代表埔心鄉全體鄉民立法和監察鄉政。鄉民代表由公民直選選出，任期為四年，可連選連任。埔心鄉民代表會共有11位鄉民代表，分別為第一選區（埔心區）7席鄉民代表、第二選區（舊館南區）3席鄉民代表、第三選區（舊館北區）1席鄉民代表，主席、副主席由11位鄉民代表互選產生。

### 行政區
埔心鄉共轄20個村，其行政區域分布情形為：
| 次分區   | 村名   | 村名   | 村名   | 村名   | 村名   | 村名   | 村名   | 村名   | 村名   | 村名   | 村名   |
| -------- | ------ | ------ | ------ | ------ | ------ | ------ | ------ | ------ | ------ | ------ | ------ |
| 埔心區   | 東門村 | 埔心村 | 義民村 | 油車村 | 瓦北村 | 瓦中村 | 瓦南村 | 經口村 | 太平村 | 大華村 | 仁里村 |
| 舊館南區 | 舊館村 | 南館村 | 新館村 | 羅厝村 | 芎蕉村 |        |        |        |        |        |        |
| 舊館北區 | 梧鳳村 | 二重村 | 埤腳村 | 埤霞村 |        |        |        |        |        |        |        |

## 經濟

### 購物中心
- 大潤發
  - 員林店：瓦南村中山路319號

- 全聯福利中心
  - 埔心店：員鹿路二段468號1樓　
  - 東明店：員林大道七段133、135、137號

- 主婦生鮮超市
  - 埔心店：員鹿路二段201號

- 全方位食品五金百貨大賣場
  - 埔心直營店：員鹿路二段237號
- 埔心鄉農會【三蜜香農特產品展售中心】
  - 明聖路四段65號

### 金融
- 彰化區漁會信用部
  - 埔心分部：員鹿路五段258號

- 彰化縣埔心鄉農會：忠義北路100號 
  - 明聖分部：瓦中村明聖路四段65號
  - 舊館分部：舊館村中興路27號

- 台中商業銀行
  - 埔心分行：中正路一段217號

- 彰化第五信用合作社
  - 埔心分社：員鹿路一段239號

- 彰化第六信用合作社
  - 埔心分社：員鹿路一段162號

- 中華郵政股份有限公司
  - 埔心郵局：忠義北路70號
  - 太平郵局：中山路66、68號

### 藥妝店
- 丁丁藥妝
  - 埔心店：中正路一段223號

- 安麗兒藥局
  - 埔心店：員鹿路二段434號

### 餐飲咖啡連鎖店
- 85度C
  - 埔心店：中正路一段296號
- 星巴克
  - 員林大潤發門市：中山路319號

- 清心福全冷飲站
  - 員鹿店:員鹿路二段381號

- 五十嵐
  - 埔心店:員鹿路二段382號

- TEATOP第一味
  - 埔心員鹿店:員鹿路二段249號

- 圓稼飲品專賣
  - 埔心店:中興路7號

### 超商門市
- 7-Eleven
  - 七六埔店：員埔路1192號
  - 員全店：員林大道七段22號
  - 員埔店：員鹿路二段248號
  - 埔成店：中正路一段137號139號1樓
  - 埔新店：員鹿路一段145號
  - 紫騰店：員鹿路三段338號
  - 順心店：中山路145號147號149號
  - 彰醫店：舊館村中興路1號

- 全家便利商店
  - 永坡店：中正路一段497號
  - 署醫店：舊館村中興路35號

- OK超商
  - 忠義店：忠義北路1號
  - 新館店：新館路726號1樓

## 警消

### 警察機關
- 彰化縣警察局溪湖分局
  - 埔心分駐所：員鹿路二段426號
  - 舊館派出所：員鹿路四段182號

### 消防機關
- 彰化縣消防局
  - 埔心分隊：中正路二段155號

## 教育

### 國民中學
- 彰化縣立埔心國民中學

### 國民小學
- 彰化縣埔心鄉埔心國民小學 （页面存档备份，存于）
- 彰化縣埔心鄉太平國民小學 （页面存档备份，存于）
- 彰化縣埔心鄉明聖國民小學 （页面存档备份，存于）
- 彰化縣埔心鄉梧鳳國民小學 （页面存档备份，存于）
- 彰化縣埔心鄉舊館國民小學
- 彰化縣埔心鄉羅厝國民小學 （页面存档备份，存于）
- 彰化縣埔心鄉鳳霞國民小學 （页面存档备份，存于）

## 醫療
- 衛生福利部彰化醫院:中正路二段80號(04)8298686

## 交通

### 公路
- 國道一號（中山高速公路）
  - 埔鹽系統交流道（207k，連接台76線）位於邊界
- 台1線：員林市－埔心鄉－永靖鄉
- 台76線（東西向快速公路 漢寶－草屯線）
  - 埔鹽系統交流道（15k，連接國道一號）位於邊界
  - 埔心交流道（19）
  - 員林交流道（22）
- 縣道141號：埔心鄉－員林市
- 縣道144號（台76線員林大排橋下側車道）：大村鄉－埔心鄉－員林市
- 縣道146號：大村鄉－埔心鄉－溪湖鎮
- 縣道148號：溪湖鎮－埔心鄉－員林市

## 旅遊

### 宗教
- 【東門村】埔心武聖宮：武聖路491號
- 【埔心村】埔心壽桃宮：武英北路430號
- 【義民村】埔心忠義廟：員鹿路二段547號
- 【義民村】埔心五湖宮：員鹿路二段520號
- 【油車村】埔心靈聖宮：忠義北路315號
- 【瓦中村】埔心明聖宮：明聖路四段172號
- 【太平村】埔心東天宮：太平路78號
- 【太平村】太平茄苳公：武平西街10號
- 【仁里村】埔心奉天宮：奉天路31號
- 【舊館村】埔心霖興宮：員鹿路四段226號
- 【舊館村】埔心西台玉世宮：大展路412號
- 【新館村】埔心朝南宮：新館路242號
- 【芎蕉村】埔心霖鳳宮：員鹿路五段234號
- 【羅厝村】羅厝天主堂：羅厝路二段70號
- 【梧鳳村】梧鳳基督長老教會：大溪路三段73號
- 【二重村】聖玄會媽宮：南昌南路148號
- 【埤腳村】埔心五龍宮：菜寮路183號

### 公園綠地
- 梧鳳公園
- 新館綠動公園
- 埔心兒童公園
- 埔心鄉運動公園
- 新館社區環保公園
- 油車社區藍花楹公園
- 經口休閒環保運動公園

### 設施
- 舊館派出所舊廳舍：員鹿路四段182號
- 舊館國小日式建築：員鹿路四段201號

### 民居
- 黃耀南武舉人宅：武英北路272號
- 黃三元故居：瑤鳳路三段446號
- 張氏家廟長源堂：明聖路二段365巷41
- 黃氏宗祠南昌堂：南昌西路170號
- 張氏古厝：仁安路324號

## 外部連結
- 埔心鄉公所 （页面存档备份，存于）
- 彰化縣埔心鄉公所的Facebook專頁